# Höghjuling

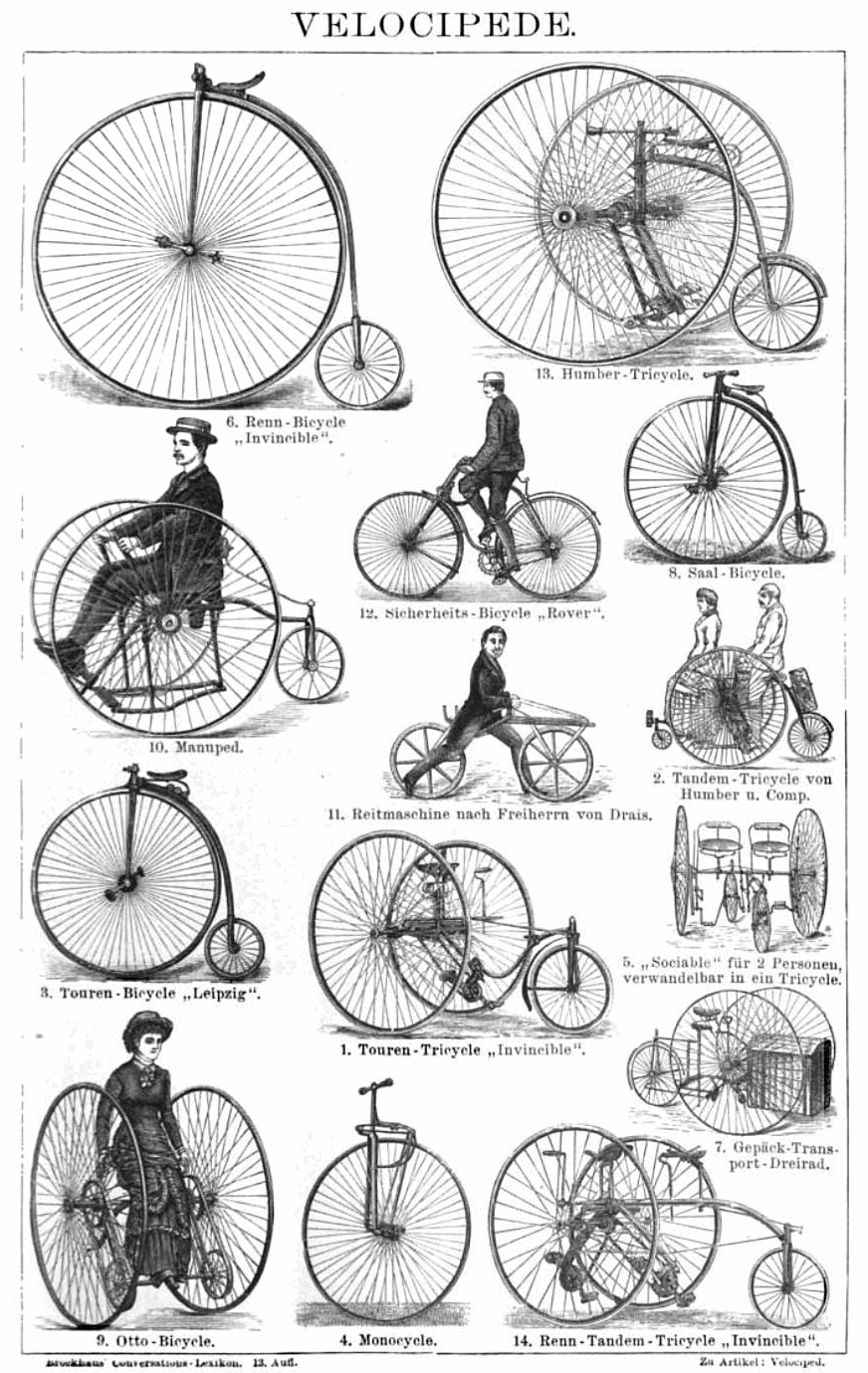
Höghjulingar och andra velocipeder med stora hjul

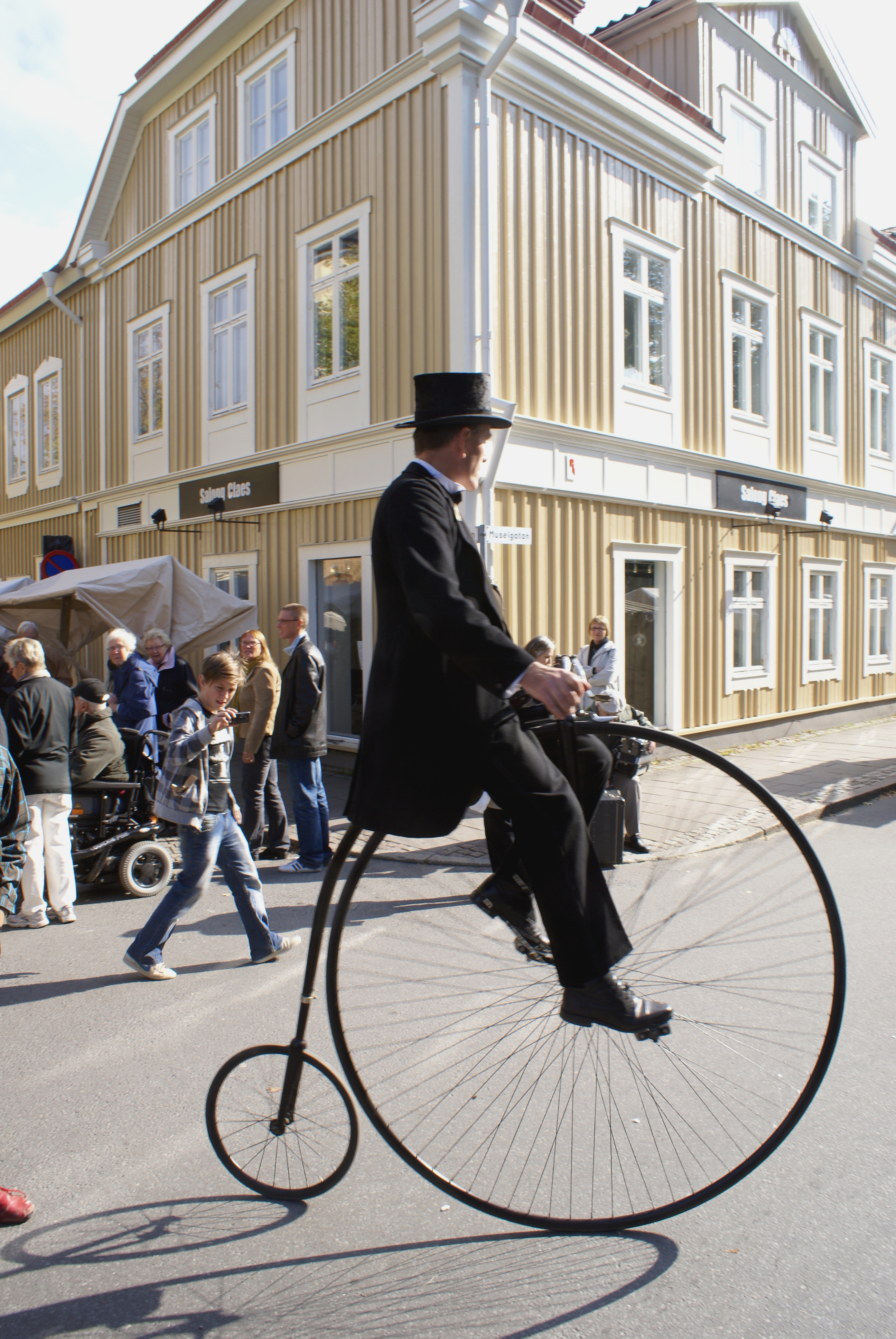
Höghjuling i Jönköping, 2008

Höghjuling är en tidig typ av cykel, där pedalerna sitter direkt på framhjulsaxeln utan utväxling. Utvecklingen av cyklar med stora hjul började i slutet av 1860-talet och fransmannen Eugène Meyer tog 1869 patent på en höghjuling med metallekrar.
Det främre hjulet har en diameter på uppemot 1,5 meter, medan det bakre stödhjulet är mycket mindre. På engelska kallades de därför penny-farthing efter de brittiska mynten penny och farthing, vilka är mycket olika i storlek. Höghjulingen var tämligen farlig, eftersom balanseringen på den var en svår konst och den vid stöt mot sten eller annat hinder lätt kunde välta framåt. På norska kallades den därför bland annat veltepetter.
År 1885 uppfann John Kemp Starley säkerhetscykeln med två jämnstora hjul och kedjedrift på bakhjulet, vilken konkurrerade ut höghjulingen.
Företaget Standard Highwheels i Tomelilla tog upp nytillverkning av höghjulingar 2013.

## Bildgalleri

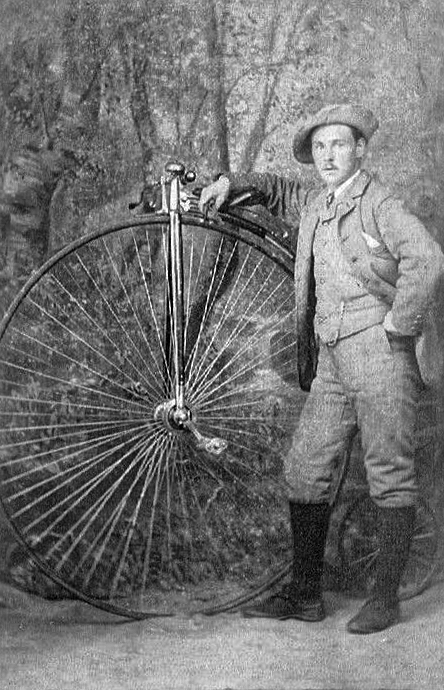
Man vid höghjuling, Skottland 1880
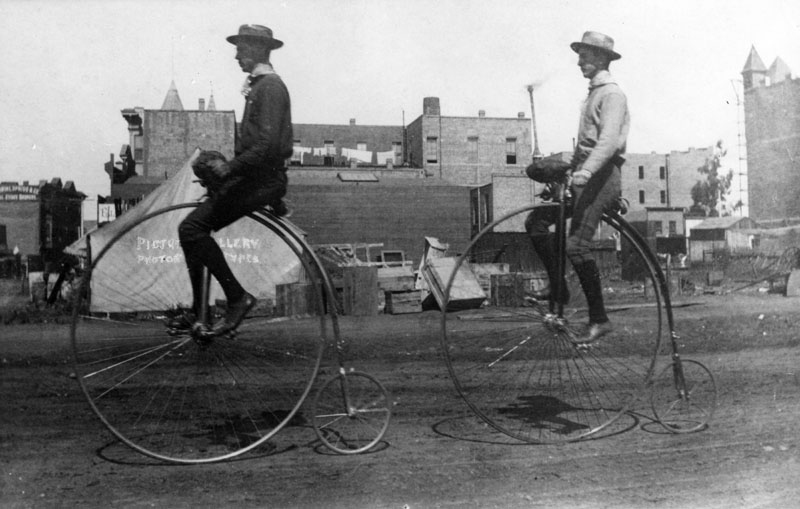
Höghjulingar i Los Angeles, 1886
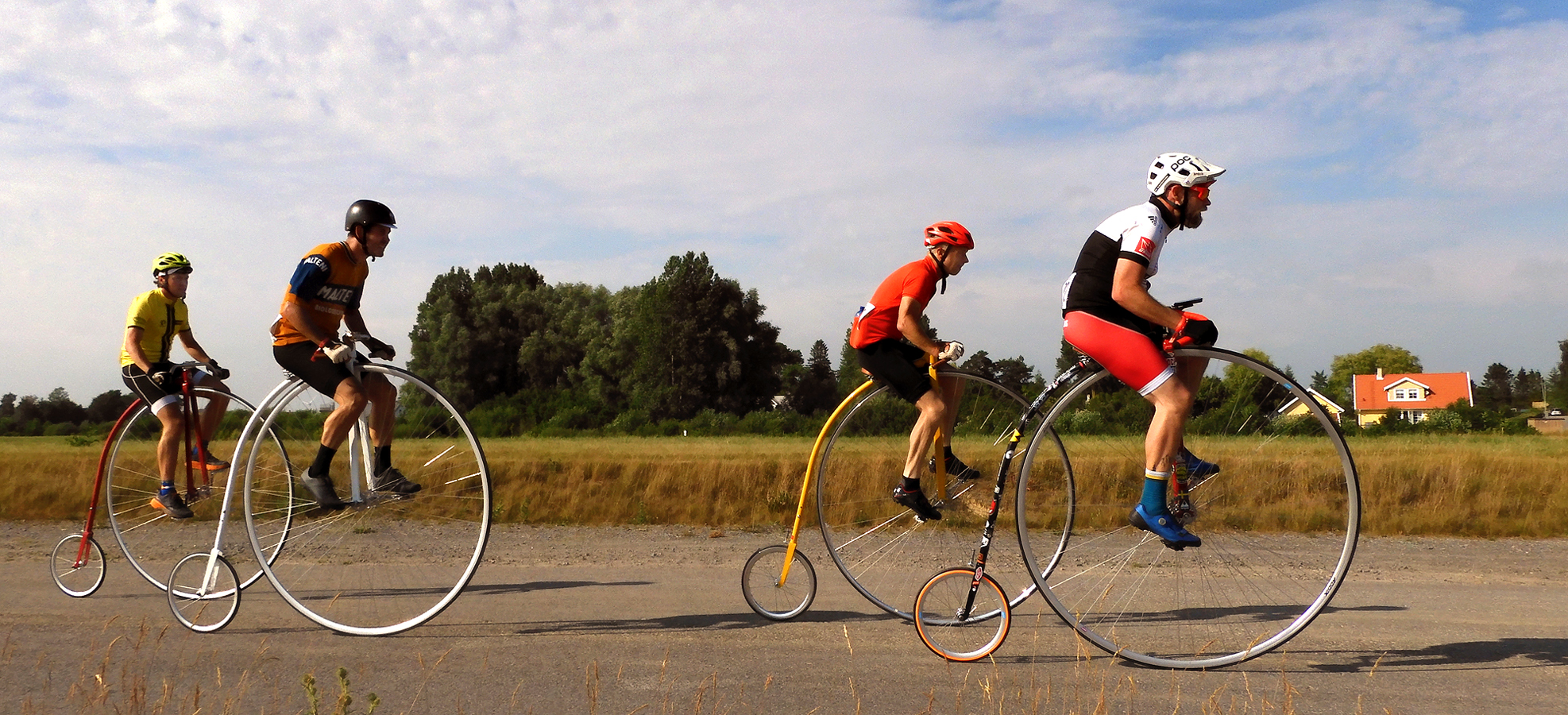
Cykellopp på höghjuling i Ystad, 2021.
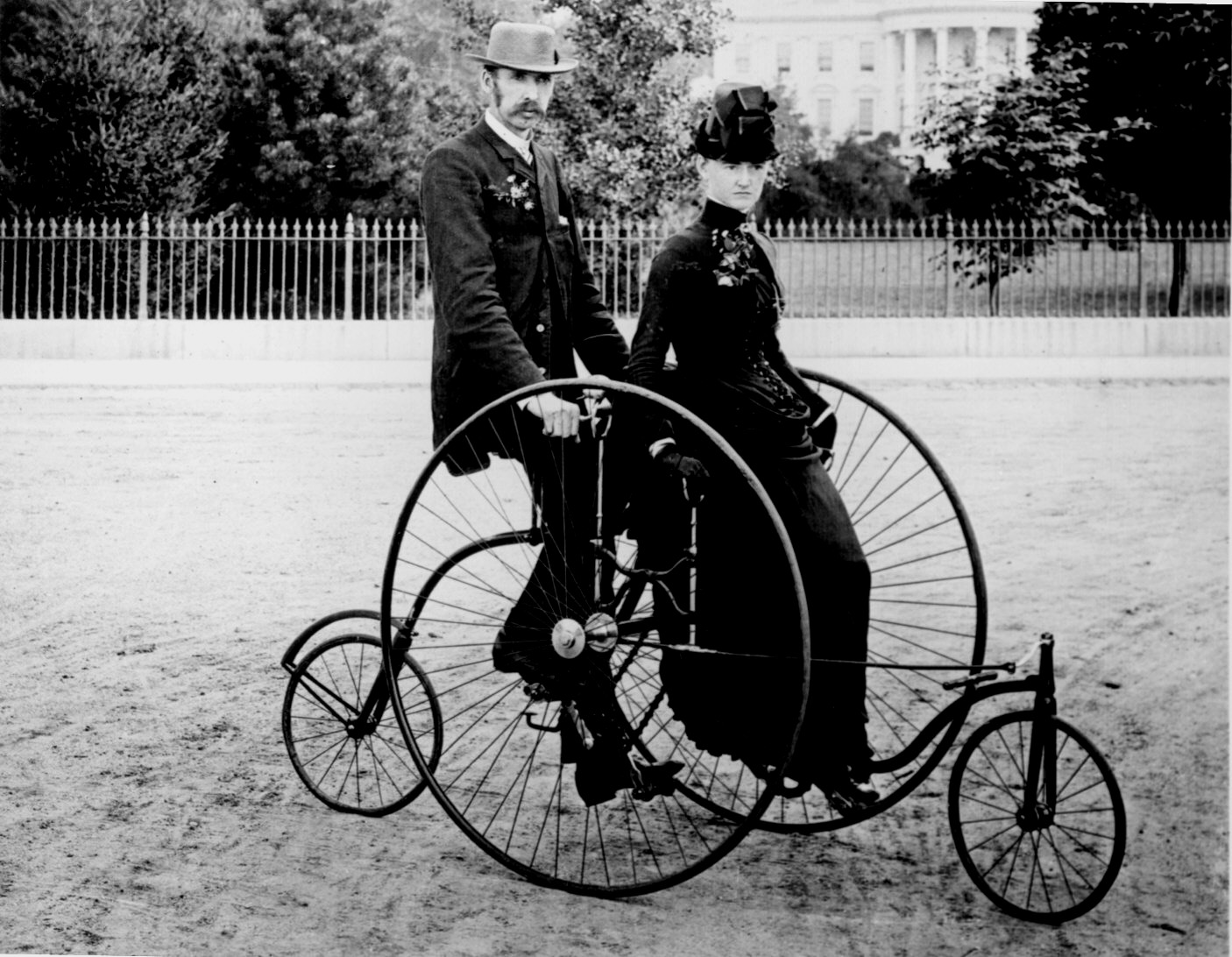
Fyrhjulig variant av höghjuling ("quadracycle"), framför Vita huset i Washington D.C. i USA, 1886
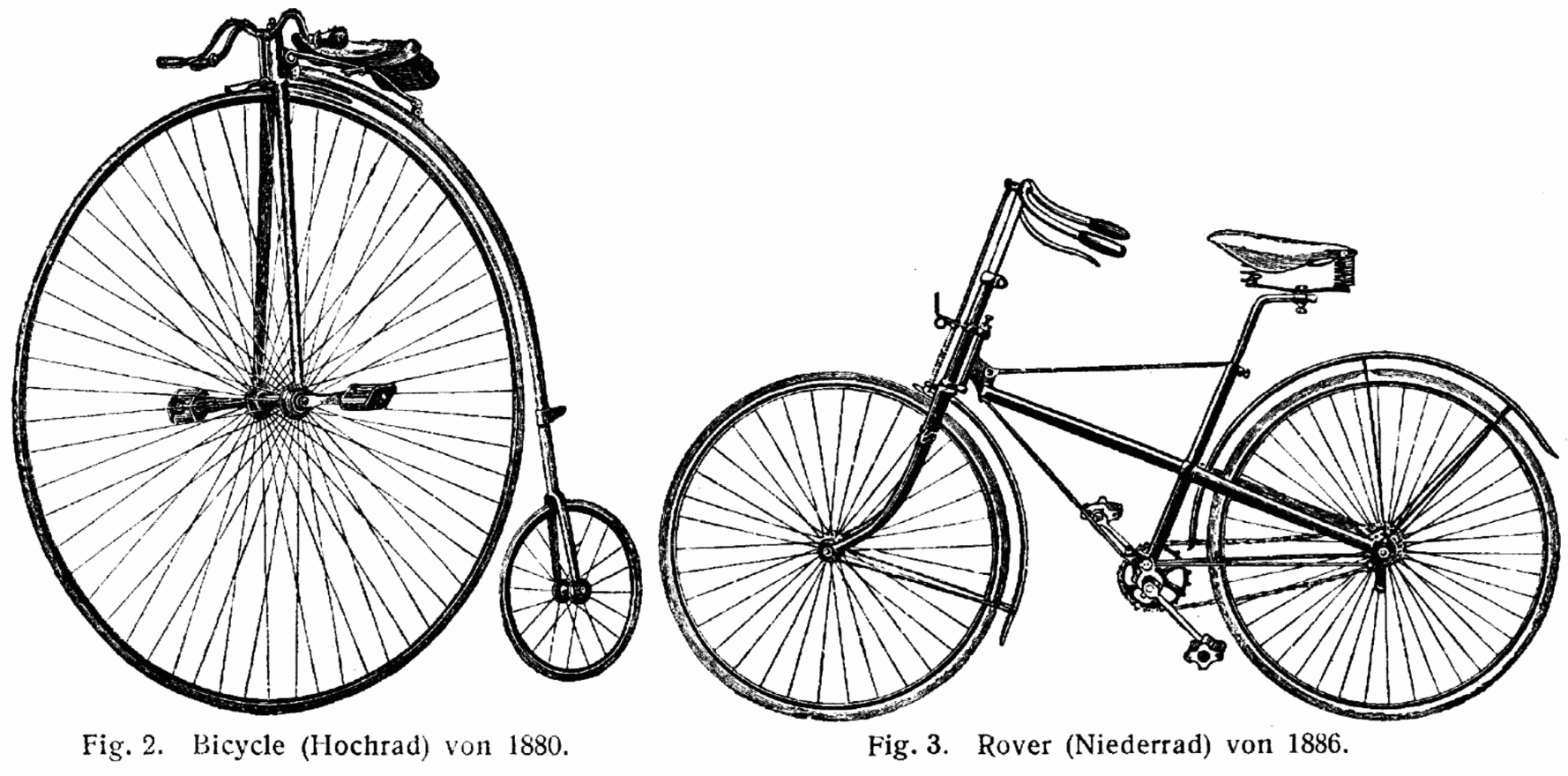
Högjuling från 1880 jämförd med säkerhetscykeln Rover från 1886
Höghjuling tidigt 1900-tal